# Gmina Gornji Grad
Gornji Grad – gmina w Słowenii. W 2002 roku liczyła 2 595 mieszkańców.

## Miejscowości
Miejscowości wchodzące w skład gminy Gornji Grad:
- Bočna
- Dol
- Florjan pri Gornjem Gradu
- Gornji Grad – siedziba gminy
- Lenart pri Gornjem Gradu
- Nova Štifta